# Blanka Andegaweńska
Blanka Andegaweńska, Blanka neapolitańska, fr. Blanche d’Anjou-Sicile lub Blanche de Naples, it. Bianca d'Angiò lub Bianca di Napoli (ur. 1280/1283. zm. 13 października 1310) – królewna neapolitańska z dynastii Andegawenów, królowa Aragonii i hrabina Barcelony oraz królowa Walencji od roku 1295 jako druga żona króla Jakuba II Sprawiedliwego. Członkini bocznej linii dynastii Kapetyngów, szóste dziecko Karola II Andegaweńskiego, króla Neapolu oraz Marii Węgierskiej.
Blanka była drugą z pięciu koronowanych królowych Aragonii.
W roku 1297 została pierwszą władczynią nowo kreowanego przez papieża Królestwa Sardynii i Korsyki, które miało stanowić rekompensatę za utracone przez władców Aragonii prawa do Królestwa Sycylii.
W roku 1310 Blanka objęła urząd lloctinent general Korony Aragonii jako pierwsza z siedmiu królowych pełniących tę funkcję. Sprawowała urząd królewskiego namiestnika od kwietnia do czerwca 1310 r. w okresie, gdy mąż prowadził działania wojenne w Almerii.

## Małżeństwo
W dniu 5 czerwca 1295 r. król Aragonii Jakub II zobowiązał się do poślubienia córki swojego rywala do tronu Sycylii, króla Neapolu Karola II. Był to jeden z warunków traktatu z Anagni. Małżeństwo kilkunastoletniej Blanki z 28-letnim Jakubem zostało zawarte 29 października 1295 r. w Vilabertrán.
Rok po ślubie monarchini urodziła pierwsze dziecko – syna Jakuba. W czasie trwania małżeństwa Blanka została matką dziesięciorga dzieci. Zmarła dwa dni po urodzeniu swojego ostatniego dziecka, wskutek powikłań okołoporodowych, prawdopodobnie związanych z zakażeniem wewnątrzmacicznym.

## Pochówek
Blanka Andegaweńska została pochowana w Tarragonie w klasztorze Santes Creus, którego była donatorką. Szczątki królowej złożono w podwójnym sarkofagu małżeńskim. Nagrobek wykonali w roku 1312 Bertran de Riquer z Barcelony i Pere de Prenafeta z Lleidy. Autorem posągu królowej był Francesc de Montflorit.
Grób został zbezczeszczony w sierpniu 1836 r. Dopiero w 1857 r. niemal kompletne zwłoki królowej zostały powtórnie umieszczone w sarkofagu.
Badania zmumifikowanych szczątków królowej, przeprowadzone w 2010 r. przez naukowców z Museu d'Història de Catalunya, wykazały, że Blanka była niską, smukłą i bardzo zgrabną kobietą, mierzącą około 148–150 cm wzrostu. Cierpiała na schorzenie palucha koślawego, zwane popularnie halluksem. Prawdopodobnie zniekształcenie dużych palców stóp było spowodowane m.in. noszeniem modnego obuwia o zbyt wąskich nosach. Zgodnie z ówczesnym kanonem piękna królowa rozjaśniała włosy preparatami kosmetycznymi, w których skład wchodził wyciąg z janowca. Zachowały się również ślady pośmiertnego makijażu, wykonanego m.in. z użyciem karminu.
Wygląd królowej Blanki odtworzył Philippe Froesch. Zrekonstruowana twarz królowej zdecydowanie odbiega od wyrzeźbionej na sarkofagu, idealizowanej twarzy monarchini o wydłużonych proporcjach i małych ustach.
Królowa Blanka została pochowana w kremowej sukni wełnianej (być może habicie) oraz zasłonie stanowiącej strój głowy zamężnych kobiet i zakonnic. Ponadto w grobie odkryto stanowiący część biżuterii królowej wisiorek z korali - amulet chroniący kobiety w ciąży i nowo narodzone dzieci.